# Ginshachia
Ginshachia is een geslacht van vlinders van de familie tandvlinders (Notodontidae).

## Soorten
- G. aritai Nakamura, 1976
- G. bronacha (Schaus, 1928)
- G. elongata Matsumura, 1929
- G. gemmifera Moore, 1879
- G. sumatrensis Gaede, 1930